# Georges Boisson
Georges Boisson fue un deportista belga que compitió en remo. Ganó tres medallas en el Campeonato Europeo de Remo entre los años 1895 y 1897.

## Palmarés internacional
| Campeonato Europeo | Campeonato Europeo | Campeonato Europeo | Campeonato Europeo |
| Año                | Lugar              | Medalla            | Prueba             |
| ------------------ | ------------------ | ------------------ | ------------------ |
| 1895               | Ostende (Bélgica)  | Medalla de plata   | Ocho con timonel   |
| 1896               | Ginebra (Suiza)    | Medalla de plata   | Cuatro con timonel |
| 1897               | Pallanza (Italia)  | Medalla de oro     | Cuatro con timonel |